# 亮叶紫菀
亮叶紫菀（学名：Aster nitidus）是菊科紫菀属的植物，是中国的特有植物。分布在中国大陆的四川等地，生长于海拔550米至1,100米的地区，一般生长在低山林下，目前尚未由人工引种栽培。